# Kejsarfora

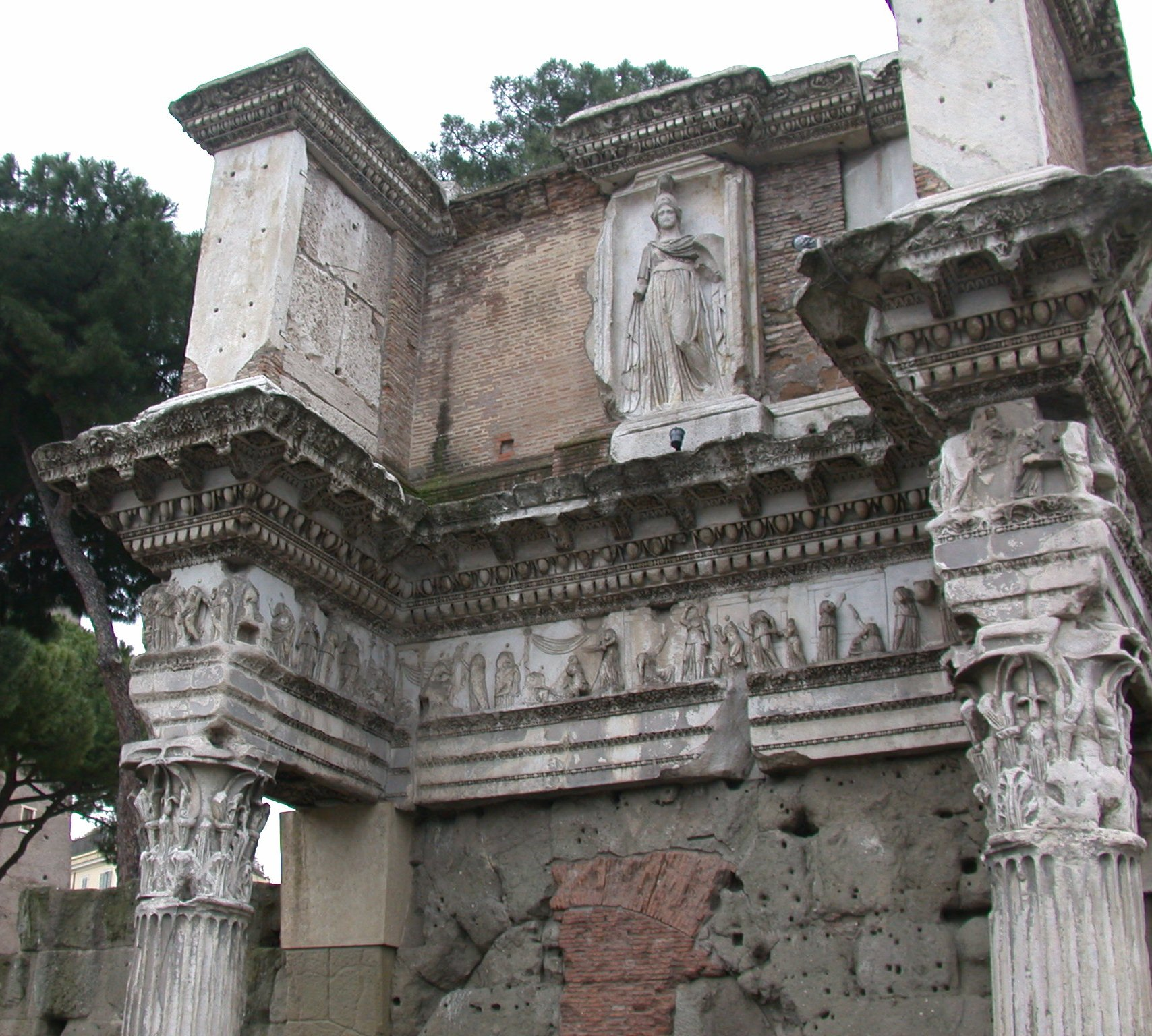
Kejsarfora, detalj av de så kallade "Colonnacce" på Nervas forum.

Kejsarfora (latin: Fora Imperatorum; italienska Fori Imperiali) är de fem fora (torg), vilka successivt anlades norr om Forum Romanum i Rom. De fem fora är Caesars forum, Augustus forum, Vespasianus forum, Nervas forum och Trajanus forum.
Roms folkökning och växande administration skapade med tiden behov av större utrymmen än vad Forum Romanum kunde erbjuda. Nya torg kom att anläggas på dess norra sida. I anslutning till det första av dem, Caesars forum, fanns affärslokaler, men de följande tjänade uteslutande för domstolar, förvaltning, statshandlingar och offentliga ceremonier. Den arkitektoniska prakten var enastående.
Resterna av Kejsarfora frilades på 1930-talet delvis från sentida bebyggelse i samband med att Mussolinis stora paradgata, Via dell'Impero (nuvarande Via dei Fori Imperiali), mellan Piazza Venezia och Colosseum anlades. Dock förblev mycket av bebyggelsen dold under gatan och planteringarna som flankerade den. Sedan 1990-talet pågår nya utgrävningar i området.
| Fora Imperatorum i Rom |
| --- |
| Porticus Curva Porticus Purpuretica Senatens sekretariat Forma Urbis Severiana Tempel vid Via Sacra Bibliotek Vicus Cuprius Trajanus triumfbåge Drusus triumfbåge Germanicus triumfbåge Porticus absidata Quadriga Trajanus ryttarstaty Trajanus forum Trajanus saluhallar Bibliotheca Ulpia Bibliotheca Ulpia Trajanus- kolonnen Basilica Ulpia Basilica Argentaria Mars Ultors tempel Minervas tempel Fredstemplet Caesars forum Venus Genetrix tempel Atrium Libertatis Ryttarstaty Forum Romanum Curia Iulia Basilica Aemilia Suburra Nervas forum Augustus forum Vespasianus forum |